# Дмитриев, Иван Дмитриевич (каноист)
Иван Дмитриевич Дмитриев (17 апреля 1998) — российский гребец на каноэ, чемпион мира 2024 года.

## Биография
Родился Иван Дмитриев 17 апреля 1998 года.

## Карьера
Дмитриев дебютировал на международной арене в 2016 году на чемпионате мира по гребле на байдарках и каноэ среди юниоров и юниорок до 23 лет и завоевал золотую медаль на дистанции 1000 метров в каноэ-двойках.
В августе 2024 года Дмитриев принял участие в чемпионате мира 2024 года и завоевал золотую медаль на дистанции 1000 метров в каноэ-двойках в паре с Захаром Петровым, показав время 3:41.510. На дистанции 5000 метров стал шестым. 